# Новополтавка (Красноярский край)
Новополтавка— село в Ермаковском районе Красноярского края, административный центр и единственный населенный пункт Новополтавского сельсовета.

## География
Село находится примерно в 25 километрах по прямой на восток-северо-восток от районного центра села Ермаковское.

## Климат
Климат резко континентальный с холодной продолжительной зимой и коротким жарким летом. Средняя многолетняя годовая температура воздуха составляет — 2 градуса, наиболее теплым является июль, наиболее холодным — январь. Наблюдаются значительные температурные абсолютные минимумы и максимумы: температура воздуха в декабре может опуститься до −50,4 °С, а в мае подняться до +30 °С.

## История
Село было основано в статусе деревни в 1889 году переселенцами. Поскольку первая группа переселенцев была из Полтавской губернии, то деревня и получила соответствующее название. Потом приехали выходцы из Смоленской, Вятской, Курской губерний и Урала. К концу XIX века в деревне Новополтавской насчитывалось 64 двора и 395 жителей. В советское время работали колхозы «Красный украинец», имени Стаханова и имени XX партсъезда.

## Население
| 1989 | 2002 | 2010 | 2012 | 2013 | 2014 | 2015 |
| ---- | ---- | ---- | ---- | ---- | ---- | ---- |
| 667  | ↗753 | ↘576 | ↘547 | ↘527 | ↘507 | ↘495 |
| 2016 | 2017 |      |      |      |      |      |
| ↘481 | ↘479 |      |      |      |      |      |

Постоянное население составляло 753 человека в 2002 году (88 % русские), 576 в 2010.

## Инфраструктура
В селе есть средняя школа, фельдшерско-акушерский пункт, детский сад, дом культуры.библиотека сгорела из-за неисправности проводки. Сейчас она находиться в гримёрной Дома Культуры села Новополтавка.